# Obrzynowo
Obrzynowo (niem. Riesenkirch) – wieś w Polsce położona w województwie pomorskim, w powiecie kwidzyńskim, w gminie Prabuty i przy drodze wojewódzkiej nr 520.
| SIMC    | Nazwa       | Rodzaj    |
| ------- | ----------- | --------- |
| 0155748 | Wybudowanie | część wsi |

W latach 1975–1998 miejscowość administracyjnie należała do województwa elbląskiego.
Wieś znana już w XIII w., gdy wzmiankowano tam kościół. W roku 1864 miejscowość zamieszkiwało 926 osób.

## Zabytki
Według rejestru zabytków NID na listę zabytków wpisane są:
- kościół parafialny pw. MB Anielskiej, 2 poł. XVI, XVII/XIX, nr rej.: A-24 z 11.08.1950
- drewniany podcień domu nr 16 (d.7), 1780, nr rej.: A-460 z 17.11.1967.

Na liście znajduje się również nieistniejący już drewniany dom podcieniowy nr 13 (d.2) z k. XVIII, nr rej.: 733/67 z 17.11.1967.
Świątynia była kilkakrotnie niszczona i odbudowywana, obecny budynek powstał w XV w., był jednak kilkakrotnie przebudowywany. Kościół jest murowany, ale całkowicie otynkowany, z widoczną podmurówką z głazów granitowych. Czworokątna wieża, niska o dużego obrysu, nadbudowana w 1911 ośmioboczną nadstawą zwieńczoną kopułą. W okresie 1525–1945 protestancki, później znów katolicki pw. Matki Bożej Anielskiej.